# Metro van Casablanca
De metro van Casablanca is een transport-project uit de jaren 1970 dat werd ontworpen om de behoefte aan sneller en effeciënter openbaar vervoer veroorzaakt door de groei van het verkeer in de stad aan te pakken. Dit moest gebeuren middels een metro. Dit project werd gestart in jaren 80 maar kwam niet verder vanwege geografische redenen. Nu de technologie er is om het water uit de grond weg te slaan als hoofdreden, is het project herstart. Het eigenlijke doel was dat als Marokko het WK Voetbal van 2010 binnenhaalde, dat metrosysteem er moest zijn. Toen de stemming op één stem verloor van Zuid-Afrika, was er geen druk meer om het af te maken.

## Planning
Inmiddels is er ook een tramsysteem dat op vele flanken en eisen zoals capaciteit en op sommige trajecten een volledige vrije baan als een metro voor doet maar het is onmogelijk dat een miljoenenstad op een sneltramsysteem moet leunen. Daarom zijn er zo veel projecten gestart om een metrosysteem en een RER-systeem (equivalent van de S-Bahn) af te maken voor het eind van dit decennium.
De stations en routes zijn bekend, nadat de voorbereidingen voor de grootschalige bouw af zijn gerond kan de bouw beginnen. Het zal niet af zijn voor 2017.

## Galerij

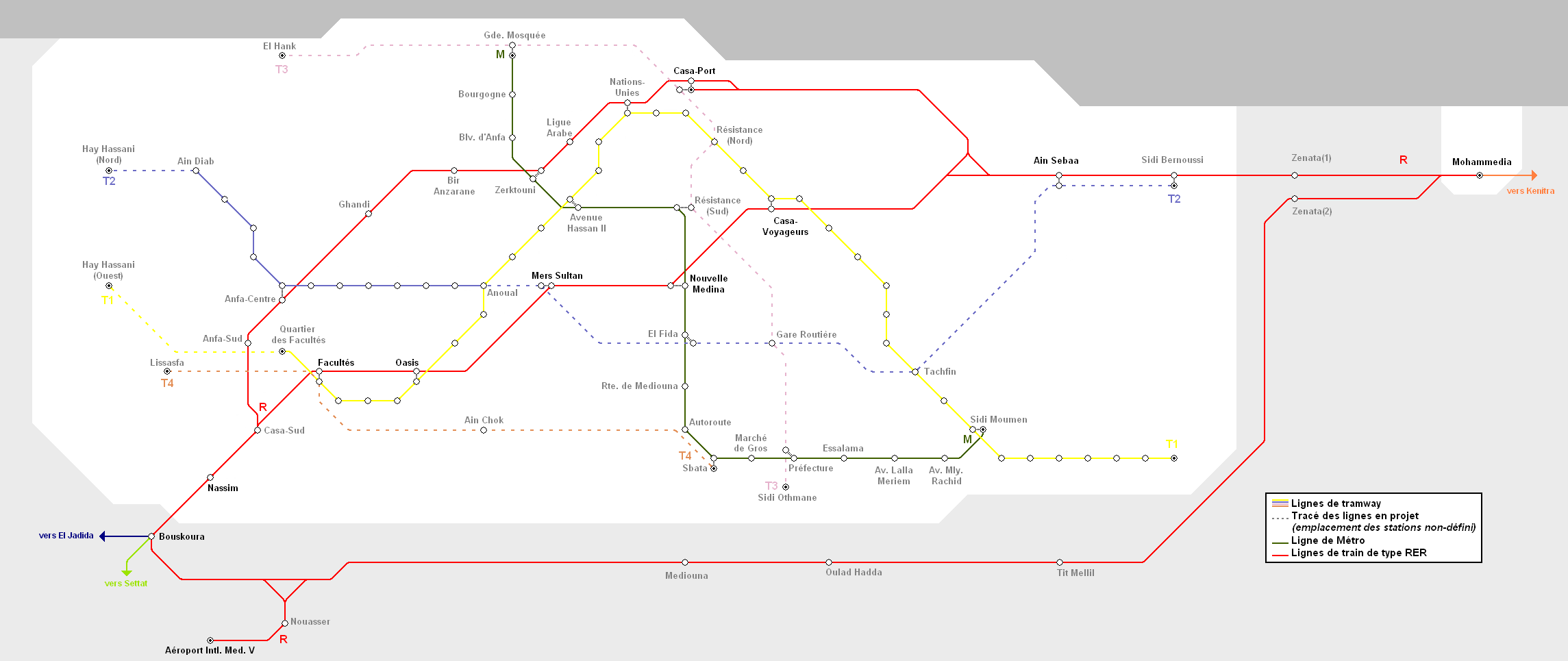
Het volledige kaart van het rail OV in Casablanca met de metro, tram en trein geïntegreerd.